# La Haut (St. Lucia)
La Haut (dt.: „die Höhe“) ist eine Siedlung im Quarter (Distrikt) Laborie im Süden des Inselstaates St. Lucia in der Karibik. 2015 hatte der Ort 184 Einwohner.

## Geographie
Die Siedlung liegt im Süden der Insel im Hinterland bei Saltibus. Im Umkreis liegen die Siedlungen Daban (N), Banse (O), Fond Berange (S) und Giraud (W).
In dem Gebiet finden sich Cozy Falls und La Haut Waterfall.

## Klima
Nach dem Köppen-Geiger-System zeichnet sich Daban durch ein tropisches Klima mit der Kurzbezeichnung Af aus.